# Wadih Al-Safi
Wadih Al-Safi (en arabe وديع الصافي, en syriaque ܘܕܝܥ ܐܠܨܦܝ), né le 1er novembre 1921 à Niha, au Liban, et mort le 11 octobre 2013 à Mansourieh), de son vrai nom Wadi' Francis, est un chanteur, compositeur et musicien libanais.

## Biographie
Il a suivi une formation de ténor au conservatoire de Beyrouth. Sa carrière débute à l’âge de 17 ans lorsqu’il remporta un concours de chant organisé par la radio libanaise.
En 1947, il voyage au Brésil, où il vivra jusqu’en 1950.

## Discographie partielle
- Best of Wadi – Vol. 1 (EMI, 1999)
- Best of Wadi – Vol. 2
- Best of Wadi – Vol. 3
- Inta Omri (2000)
- The Two Tenors: Wadih El Safi Aad Sabah Fakhri (Ark 21, 2000)
- Wadih El-Safi and José Fernandez (Elef Records)
- Wetdallou Bkheir
- Rouh ya zaman al madi atfal qana
- Chante le Liban
- Wadi El Safi / Legends Of The 20th Century
- Mersal El Hawa
- Mahrajan Al Anwar
- Youghani Loubnan
- Ajmal El Aghani